# Sarkosin
Sarkosin (Abk.: Sar) ist eine nichtproteinogene Aminosäure. Sie ist von Glycin abgeleitet, eine Zwischenstufe des Aminosäurestoffwechsels und ein Peptidbaustein des Antibiotikums Actinomycin, des Immunsuppressivums Cyclosporin sowie des Angiotensin II-Rezeptoren-Antagonisten Saralasin; außerdem ist sie in verschiedenen Körpergeweben wie z. B. den Muskeln zu finden. Sarkosin dient auch als Vorprodukt für die Herstellung bestimmter Tenside (u. a. Acylsarkosine, z. B. Lauroylsarkosin und Oleoylsarkosin) und findet Verwendung in der Druckerei mit Azofarbstoffen.
Durch intramolekulare Umlagerung kann aus Sarkosin Alanin und durch Demethylierung Glycin entstehen.

## Geschichte
Sarkosin wurde erstmals von Justus von Liebig aus dem Kreatin der Fleischbrühe isoliert (griech. σάρξ, sarx = Fleisch), woher die Namensgebung resultiert.

## Medizinische Relevanz
Während der menschliche Urin üblicherweise kein Sarkosin enthält, ist es im Urin von Patienten mit Prostatakrebs nachweisbar. Als Biomarker kann es daher zur Diagnose von Prostatakrebs verwendet werden. Dabei lässt sich zwischen einer benignen Prostatahyperplasie (gutartige Vergrößerung der Prostata), sowie metastasiertem und nicht-metastasiertem Prostatakrebs unterscheiden.
Daneben zeigte Sarkosin bei Dosen von 2 g pro Tag in Kombination mit anderen Neuroleptika, mit Ausnahme von Clozapin, eine Reduktion der typischen Symptome bei Schizophrenie.